# آرثر مود (ملحن)
آرثر مود (بالإنجليزية: Arthur Maud)‏ هو موزع وملحن أمريكي، ولد في 29 ديسمبر 1932.